# 3,4-dichlooraniline
3,4-dichlooraniline (3,4-DCA) is een toxisch chloorderivaat van aniline met als brutoformule C6H5Cl2N. De stof komt voor als lichtbruine kristallen met een kenmerkende geur. Het is een van de zes mogelijke dichlooraniline-isomeren.

## Synthese
3,4-dichlooraniline kan bereid worden door de aromatische nitrering van 1,2-dichloorbenzeen tot 3,4-dichloornitrobenzeen, gevolgd door katalytische reductie van de nitrogroep. Het reactieproduct wordt daarna nog gezuiverd, bijvoorbeeld door middel van destillatie, om 3,4-dichlooraniline te scheiden van de gevormde bijproducten, waaronder de isomeren 2,3-dichlooraniline en 2,5-dichlooraniline.

## Toepassingen
3,4-dichlooraniline is een intermediair product bij de synthese van andere chemicaliën. Het grootste gedeelte wordt met fosgeen omgezet tot 3,4-dichloorfenylisocyanaat, dat een grondstof is voor fenylureum-herbiciden zoals diuron en linuron. Het is ook een uitgangsstof voor het herbicide propanil.
Een klein gedeelte wordt gebruikt voor de synthese van het bactericide triclocarban of van de azokleurstof 5-amino-2,3-dimethylbenzeensulfethanolamide.

## Toxicologie en veiligheid
De stof ontleedt bij een temperatuur van 340 °C en bij verbranding met vorming van giftige dampen, waaronder stikstofoxiden en waterstofchloride.